# Rotegång
Rotegång eller kringgång, var ett system för att försörja de allra fattigaste i bondesamhället.  
Redan under medeltiden tillämpades en form av roteringssystem för bygdens icke arbetsföra fattiga på den svenska landsbygden, där man inte hade fattighus och helgeandshus som i städerna: i Upplandslagen från 1296 nämns hur fattiga hade rätt till att bli omhändertagna i varje hushåll under ett dygn i taget.
De fattighjon som inte kunde placeras på fattighus tilldelades en rotegång. Rotehjonet fick därefter gå mellan gårdarna efter en uppgjord ordningsföljd. Ett antal gårdar – sex var vanligt – som ingick i en rote hade gemensam skyldighet att stå för mat och logi, och i viss mån vård. Hjonen skulle efter förmåga hjälpa till och göra rätt för sig. Som bevis för sin rätt bar hjonet med sig en så kallad "fattigklubba" eller "fattigbricka" av trä. På klubban eller brickan stod roteordningen och hur länge vistelsen på gården fick vara. En vecka var vanligt. 
Rotegång förbjöds för barn år 1847, och fattigauktioner blev då vanligare för barn. 
Rotegången liksom fattigvårdsauktionerna förbjöds slutligen i Sverige i 1918 års fattigvårdslag, i samband med att de sista fattigstugorna omvandlades till ålderdomshem.

### Fotnoter
1. ↑  Hadenius, Stig, Nilsson, Torbjörn & Åselius, Gunnar, Sveriges historia: vad varje svensk bör veta, Bonnier Alba, Stockholm, 1996
2. ↑  Sven Ulric Palme: Hundra år under kommunalförfattningarna 1862-1962: en minnesskrift utgiven av Svenska landskommunernas förbund, Svenska landstingsförbundet [och] Svenska stadsförbundet, Trykt hos Godvil, 1962
3. ↑  20:e århundrades När Var Hur, Bernt Himmelstedt, Forum, 1999